# عطر أفشان
عطر أفشان هي قرية في مقاطعة أصفهان، إيران. يقدر عدد سكانها بـ 7 نسمة بحسب إحصاء 2016.